# Radical 81
El radical 81, representado por el carácter Han 比, es uno de los 214 radicales del diccionario de Kangxi. En mandarín estándar es llamado　比部, (bǐ　bù, «radical “comparar” o “competir”»); en japonés es llamado 比部, ひぶ　(hibu), y en coreano 비 (bi). 

## Nombres populares
- Mandarín estándar: 比字頭, bǐ zì tóu, «carácter “comparar” arriba»; 比字底, bǐ zì dǐ, «carácter “comparar” abajo».
- Coreano: 견줄비부, gyeonjul bi bu «radical bi-comparar».
- Japonés:　比べる（くらべる）, kuraberu, «comparar, competir».
- En occidente: radical «comparar», radical «competir».

## Galería
| Estilos antiguos                                 | Estilos antiguos                  | Estilos antiguos                        | Estilos antiguos                   | Estilos antiguos                   | Estilos empleados actualmente       | Estilos empleados actualmente  | Estilos empleados actualmente    | Estilos empleados actualmente   | Estilos empleados actualmente  |
|                                                  |                                   |                                         |                                    |                                    |                                     | 比                             | 比                               |                                 |                                |
| 甲骨文 jiǎgǔwén (escritura de huesos oraculares) | 金文 jīnwén (escritura de bronce) | 简帛 jiǎnbó (escritura de bambú y seda) | 篆文 zhuànwén (escritura de sello) | 篆文 zhuànwén (escritura de sello) | 隸書 lìshū (estilo de los escribas) | 楷書 kǎishū (estilo regular)   | 楷書 kǎishū (estilo regular)     | 行書 xǐngshū (estilo corriente) | 草書 cǎoshū (estilo de hierba) |
| 甲骨文 jiǎgǔwén (escritura de huesos oraculares) | 金文 jīnwén (escritura de bronce) | 简帛 jiǎnbó (escritura de bambú y seda) | 大篆 dàzhuàn (sello grande)        | 小篆 xiǎozhuàn (sello pequeño)     | 隸書 lìshū (estilo de los escribas) | 繁體／繁体 fántǐ (tradicional) | 简体／簡體 jiǎntǐ (simplificado) | 行書 xǐngshū (estilo corriente) | 草書 cǎoshū (estilo de hierba) |

## Caracteres con el radical 81

| trazos | carácter |
| ------ | -------- |
| + 0    | 比       |
| + 2    | 毕       |
| + 5    | 毖 毗 毘 |
| + 6    | 毙       |
| + 13   | 毚       |